# 彗星艦上轟炸機
彗星俯衝轟炸機（日语：すいせい）乃九九式艦上轟炸機的後繼機型，日軍代號D4Y，盟軍代號Judy，活躍於太平洋戰爭後期。

## 研發簡史

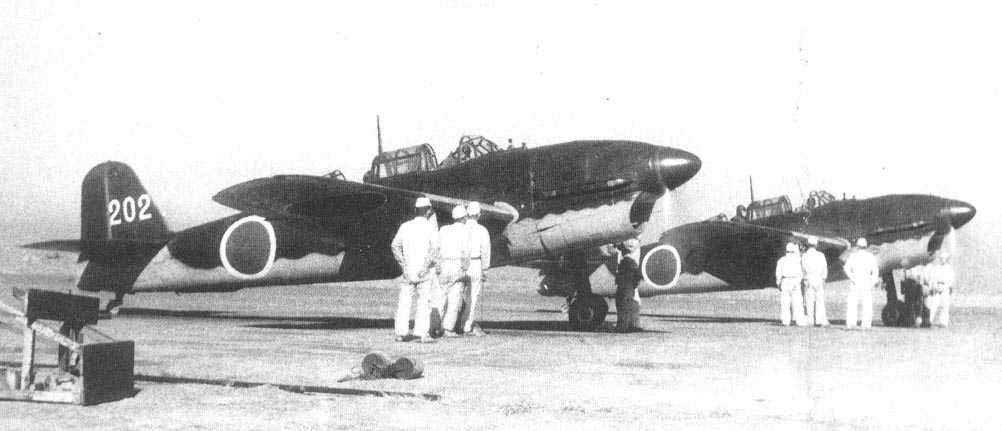
二式艦載偵察機

日本帝國海軍在1936年退出倫敦海軍條約，開始加緊備戰進度，然而長期以來受到限制的軍艦總量無法和美軍等強權比擬，用兵彈性無法提升，一直是大本營難以釋懷的問題。為此，籌獲可搶先敵軍艦隊打擊敵軍主力艦艇的攻擊機一直是海軍的努力方向，在日軍的戰術設計中，俯衝轟炸機主要任務是破壞敵軍航空母艦；同時，為了有更強的主動性及創造先制攻擊機會，海軍攻擊機被要求「具有比對手戰鬥機更長的航程」、「可以和戰鬥機匹敵的速度」。由於國內技術無法滿足軍方的規格，日本積極從國外尋求新技術與新機種；1936年，日本引進了2架德國亨克爾He 118俯衝轟炸機；原本想作為十試艦上輕轟炸機的技術母體，然而該機技術仍有許多未能突破的障礙，因此十試艦上輕爆最後未通過帝國海軍的性能測試。作為替代方案，艦載攻擊機缺額後來由十一試艦爆接手，愛知雖然同樣得到亨克爾廠技術援助，但運用設計與技術均較為保守。
不過，日本工程師仍然沒有放棄He-118的技術及設計優點，海軍航空技術廠的山名正夫技術中校在昭和十三年（1938年）授命開發更新型的艦載俯衝轟炸機，該研發項目稱「十三試艦上爆撃機」，技術規格包括：
1. 極速：280節（約519km/h）
2. 巡航速度：230節（約426km/h）
3. 續航力：一般轟炸酬載800海浬（約1,482km）、重型炸彈酬載狀況1,200海浬（約2,222km）
4. 其它：可攜帶五十番空用炸彈（500kg）

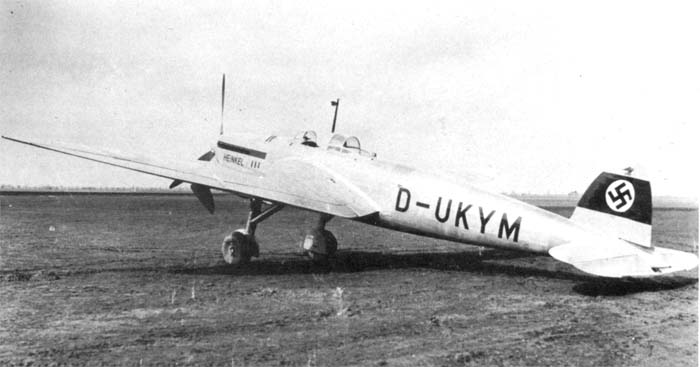
He 118俯衝轟炸機

日本測評He 118時，海軍最無法接受的是它的翼展太大，無法配合寬度僅11公尺的航空母艦升降機。空技廠在十三試艦爆上重新設計了一款較小且緊湊的機翼，不但配置了俯衝減速版及大容量整體式燃料箱，且整合了可收式起落架。空技廠在十三試艦爆上將許多過去採用油壓動力的設備，如起落架、炸彈艙開闔結構改為電力驅動，降低飛機重量。
1940年11月15日，裝備AE2A發動機（DB 600G發動機授權版，熱田11型）的十三試艦爆試作一號機出廠；不過從原型機開始發動機問題就伴隨著該機，原型機很快地將發動機更換為AE1A（DB 601授權型，熱田21型）希望解決動力問題。雖然動力一直有毛病，但是新型機的技術優勢卻非常顯而易見：極速可達時速551.9公里、在4,750公尺飛行的偵查酬載狀況下可達成3,780公里的續航力。
一直缺少好偵察機的海軍甚至等不及飛機完成所有科目測試，便在1941年11月搶先和空技廠訂購40架的十三試艦爆原型機，甚至要走了當時還在測試的2、3、4號原型機，將這三架的炸彈艙改裝偵照艙與並加掛零戰副油箱的方式增加燃料以求盡速服役以便投入偷襲珍珠港作戰，但因改裝時程趕不及因此未能如願；其中4號原型機在1942年1月編入第三航空隊，後來轉調到翔鶴號航空母艦上值勤，2、3號原型機後來調給了蒼龍號航空母艦，在中途島戰役時對美軍艦隊實施偵查任務也獲得極為卓越的評價。
不過，十三試五號原型機在1942年8月15日測試俯衝時出現機翼震動導致的飛機解體，技術團隊評估判斷可能是翼樑結構強度不足，雖不影響一般飛行，但無法負荷轟炸任務，因此首批原型機後來均未作為俯衝轟炸機使用，全部轉用作偵察機，成為二式艦上偵察機一一型（D4Y1-C），在彩雲艦上偵察機前有效解決了日本艦載機部隊既往的偵查能量不足問題。強化機身結構的彗星一一型則在1943年6月開始進入量產。
由於發動機製造的延宕，彗星在1943年就出現「無頭」的機身積放在工廠的窘境，而九九艦爆需要替換的壓力卻日趨顯著。為了盡速投入戰鬥，1943年10月3日帝國海軍決定權衡當前態勢，將已量產發動機替換在相關因動力不足而進度落後的新式機種上，包括天山與彗星都接受這個政策調整，但愛知仍繼續維持熱田發動機產線，液冷版彗星仍持續低速量產，提供一些更要求機體性能的特殊部隊運用。海軍將三菱重工有生產餘裕的金星六二型風冷式發動機改裝給彗星運用，其整體性能雖弱液冷發動機的版本，但至少比舊式機種實用，因此通過測試後隨後進入量產，正式編號彗星三三型。

## 設計
自十二試陸攻起，帝國海軍戰機研製的一個特徵是機內儀控與操作裝備上朝全電動結構邁進。包括起落架收放、炸彈艙開闔、襟翼開闔等全部採用電力驅動，替換掉既有的油壓結構，節省重量。然而電力驅動配線需要較高素質的製造與組裝品質確保絕緣與線路傳導正確，電驅系統的馬達輸出則仰賴高精密度的工業水準，這些配套在二戰時的日本都是相當欠缺。且電力驅動需要讓機內電池隨時保持良好蓄電狀態，相關電學知識在當時並不普及，因此前線機械修護人員常常無法進行正確修護作為，導致彗星故障率較使用油壓結構的舊式機種要頻繁。不過即便是油壓結構，同樣存在有因職工抽調而與日俱增的瑕疵問題，這導致日本海航攻擊機在帳面數據與實質表現有相當段差的現象。
彗星與He 118雖然外表已大不相同，但機首幾乎是完全承襲。因為採用了內置彈艙，彗星的機身輪廓較過去要大，彗星得以將潤滑油散熱器整合在機鼻下方，降低機身正面阻力。
彗星為了提升速度而使用全收式起落架，因此俯衝控制全部得仰賴機翼處理，為了配合航空母艦的硬體限制因此主翼翼展被限制在11公尺，機體較重主翼尺寸卻又無法增大的情況下彗星的起飛需要較長距離，同時也更仰賴副翼提供的升力輔助，因此彗星的機翼有60%的面積裝設了減速版與副翼確保飛機的操作性能。俯衝轟炸機在設計上存在著兩種極端，在一般飛行時需要盡可能提升速度增加生存性，但是在俯衝轟炸時卻需要足夠的阻力確保飛機可以安全完成戰術。為了滿足兩者，彗星的主翼內側導入部分層流翼的橫切面設計降低阻力，但外側仍是傳統翼型，增加在俯衝時的阻力與控制。除此之外控制機身俯衝時穩定用的自動襟翼，到了彗星上則改用較輕且較簡單的佛拉式襟翼，這種襟翼在彗星俯衝時由機上的電力系統操作，會自動的張開進行減速，配合主翼上的氣動式煞車，使得彗星的俯衝性能十分優秀。
為了保障航程，彗星主翼設置了結構內的整體式燃料箱，因此主翼無法摺疊，同時也沒裝設防彈設備，因此彗星的生存性全仰賴速度與機動性，面對二戰中期持續強化的同盟國艦隊的防禦火網時便弱勢盡顯。
另外彗星是第一種採用內置炸彈艙設計的日本海軍艦載機，之前的日本艦載機不管炸彈還是魚雷，一率都採用外掛的方式，這對戰機的飛行表現造成了很大影響，因此彗星能較九七式或九九式飛的更快。
1943年開始生產俯衝轟炸機型並命名為D4Y1彗星一一型，同年5月開始生產其改良型D4Y2彗星一二型，也有計畫把60架彗星一二型改造，強化其機身下方結構去適應彈射起飛，此謂彗星二二型，作為伊勢級航空戰艦的艦載機

## 生產及計劃型
- D4Y1-C (十三試艦爆)

有5架安裝德國原廠的DB601引擎，其中3和4號機有些小修改，試用於中途島海戰作為偵察使用，由蒼龍號航空母艦運載。
- D4Y1-R (二式艦偵一一型)

1941年訂購的前40架十三試艦爆，安裝愛知AE1A熱田引擎，因結構不適合作戰而修改為偵察機，主要變更點是腹部炸彈艙改裝成燃料箱。
- D4Y2-R (二式艦偵一二型)

由彗星十二型改造的偵察機，由於量產時日軍航艦已為數無幾，因此主要作為陸上偵察機運用，動力改裝為熱田三二型引擎(1,400匹馬力)，自衛火力加強，由7.92毫米一式機槍改裝為13毫米二年式機槍。
- D4Y1 (彗星一一型)

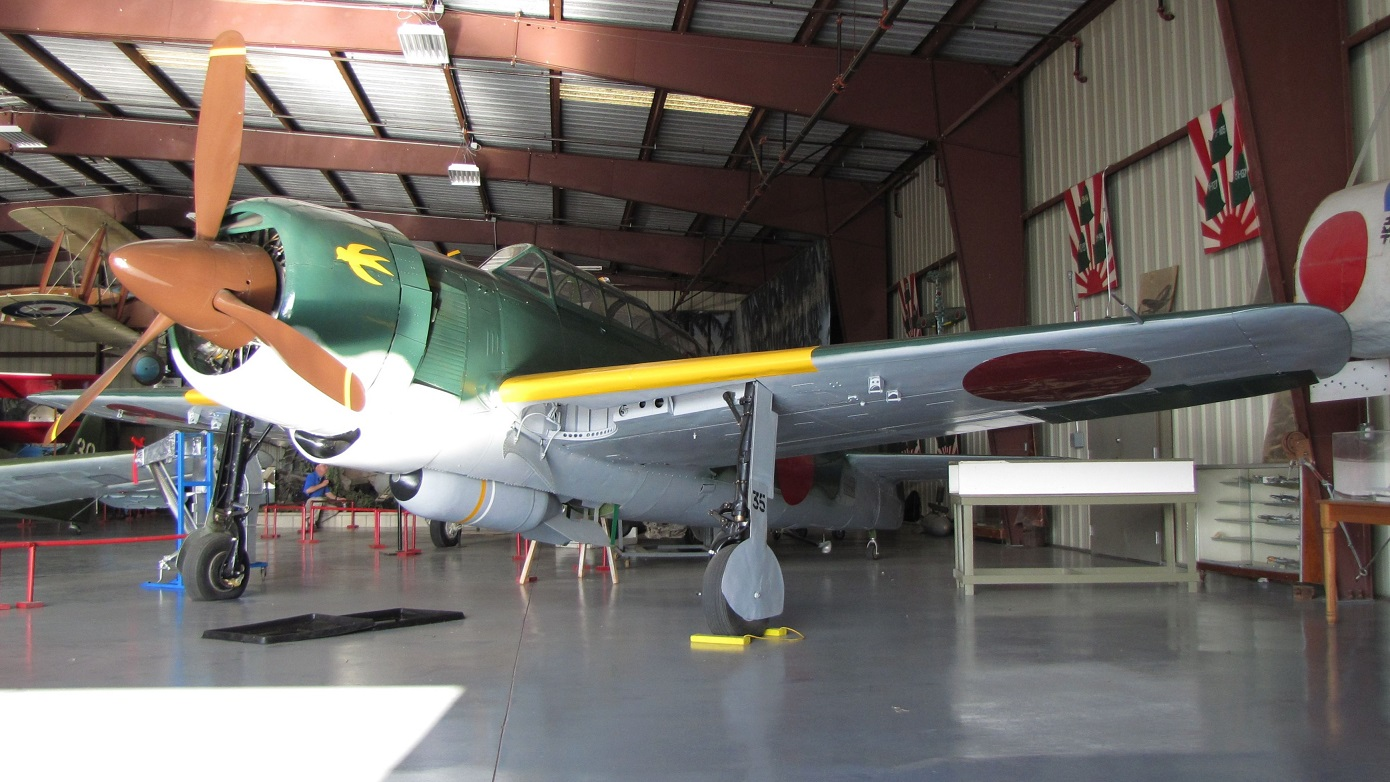
保存至今的彗星一一型

首批量產的彗星，1943年12月撥交服役。後部機槍更換為13公厘版本者稱為彗星一一型甲（D4Y1a），但其它硬體並無更動。
- D4Y2 (彗星一二型)

動力改裝為熱田三二型引擎，艦載俯衝轟炸機。D4Y2a的自衛火力加強，由7.92毫米一式機槍改裝為13毫米二年式機槍。
- D4Y1 RATO[英文稱 Rocket-Assisted Take Off] (彗星二一型)

在D4Y1型安裝火箭副助推進器，專用於伊勢型戰艦改裝為航空戰艦的使用。
- D4Y2 RATO (彗星二二型)

與同D4Y1 RATO一樣，專用於伊勢型戰艦改裝為航空戰艦的使用。
- D4Y2-S (彗星一二型戊)

在D4Y2型的機槍手座位後部加裝雙門20毫米斜射式九九式機炮作為夜間戰鬥機運用，首先由三零二海軍航空隊配備。
- D4Y3 (彗星三三型)

由於熱田引擎妥善率不理想，愛知以金星六二型引擎（離陸輸出1,560匹馬力）替換的改良型，在1943年11月試飛成功，由於日軍無可用航艦，彗星三三型廢除了航艦降落用的尾勾，作為純陸基攻擊機運用。D4Y3a與同後期型D4Y2a的自衛火力加強。
- D4Y3-S (彗星三三型夜戰)

與同D4Y2-S一樣加裝雙門20毫米九九式機炮作為夜戰。
- D4Y4 (彗星四三型)

專用於神風特攻隊，廢除後座乘員、強化防彈設備、廢除炸彈艙開合機構、內裝800公斤炸彈，在設計時可在機體後部下方裝設5具火箭推進器（四式噴射器）提升撞擊速度，但量產時因為空氣阻力問題因此並未有實際裝設運用紀錄。此型號極速可達560公里。
- D4Y5 (彗星五四型)

在彗星三三型改裝中島飛機的中島譽發動機，駕駛艙周遭加設防彈裝甲和防彈燃料箱，計劃中止。

## 基本資料(D4Y1)
- 乘員:2人(駕駛和後部機槍手)
- 機長:10.22米
- 翼展:11.5米
- 機高:3.74米
- 空重:2,440公斤
- 最重:4,250公斤
- 機翼面積:23.6平方米
- 最快速度:550公里/小時
- 航程:1,465公里(正常)至2,500公里(超載)
- 昇限:10,700米
- 發動機:愛知AE1A熱田11型12汽缸正列式水冷式發動機(1,175匹馬力)
- 武裝:機頭兩挺7.7毫米口徑機槍+機後一挺7.7毫米口徑機槍+500公斤炸彈

## 實戰

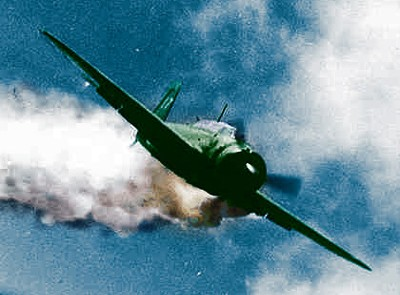
被擊中的D4Y3

首先投入實戰的是二式艦上偵察機，1942年有兩架用於中途島海戰，苍龙号沉没后，一架转降到了飞龙号。而飞龙号被攻击时，这架飞机参与了空战。美军误以为是一架梅塞施密特战斗机。之後日本海軍的二式艦上偵察機，彩雲艦上偵察機和從陸軍借來的百式司令部偵察機成為其三大主力偵察機。
至於俯衝轟炸機型的彗星也於1943年投入所羅門海戰，馬里亞納海戰和雷伊泰灣海戰，由於當時日本海軍已失去制空權，故彗星也傷亡慘重，唯一的重大戰果只有在雷伊泰灣海戰當中擊沉美國輕型航空母艦普林斯頓號。
由於彗星速度快飛得又高而且又是雙座位，故從1944年開始有100架彗星一二型和三三型被改造成夜間戰鬥機，改造是把後部的7.7毫米口徑防衛機槍改為斜射的九九式機炮去攻擊美軍B-29轟炸機，除了打轟炸機，在沖繩戰役期間也有日軍用彗星夜戰型在夜晚去偷襲在沖繩島上的美軍，這支部隊名叫芙蓉部隊。

## 登場作品

### 遊戲
- 太平洋空戰英雄

選擇做日軍飛行員的玩家可以選擇駕駛彗星
- 戰鬥位置:太平洋

在後期關卡中擔任爆擊機，並在最後一關成為加賀號上神風特攻隊的選擇之一
- 戰爭雷霆

「彗星一二型(D4Y2)」及「彗星三三型 (D4Y3)」作為 II級艦載轟炸機登場，分房權重為2.3及3.0
- 艦隊收藏
- 碧藍航線
- 應徵入伍

## 使用國家
- 日本